# Ṳ̂
Cette page contient des caractères spéciaux ou non latins. S’ils s’affichent mal (▯, ?, etc.), consultez la page d’aide Unicode.
Ṳ̂ (minuscule : ṳ̂), appelé U tréma souscrit accent circonflexe, est un graphème et une lettre additionnelle de l’alphabet latin utilisée dans l’écriture du kayah, du mindong et du  puxian. Elle est composée d’un U, d’un tréma souscrit et d’un accent circonflexe.

## Représentations informatiques
Le U tréma souscrit accent circonflexe peut être représenté avec les caractères Unicode suivants : 
- précomposé (latin étendu additionnel, diacritiques) :

| formes    | représentations | chaînes de caractères | points de code | descriptions                                                            |
| --------- | --------------- | --------------------- | -------------- | ----------------------------------------------------------------------- |
| capitale  | Ṳ̂               | Ṳ◌̂                    | U+1E72 U+0302  | lettre majuscule latine u tréma souscrit diacritique accent circonflexe |
| minuscule | ṳ̂               | ṳ◌̂                    | U+1E73 U+0302  | lettre minuscule latine u tréma souscrit diacritique accent circonflexe |

- décomposé et normalisé NFD (latin de base, diacritiques)[1],[2] :

| formes    | représentations | chaînes de caractères | points de code       | descriptions                                                                 |
| --------- | --------------- | --------------------- | -------------------- | ---------------------------------------------------------------------------- |
| capitale  | Ṳ̂               | U◌̤◌̂                   | U+0055 U+0324 U+0302 | lettre majuscule u diacritique tréma souscrit diacritique accent circonflexe |
| minuscule | ṳ̂               | u◌̤◌̂                   | U+0075 U+0324 0302   | lettre minuscule u diacritique tréma souscrit diacritique accent circonflexe |